# Municipio de Dennison
El municipio de Dennison  (en inglés: Dennison Township) es un municipio ubicado en el condado de Luzerne en el estado estadounidense de Pensilvania. En el año 2000 tenía una población de 908 habitantes y una densidad poblacional de 10.1 personas por km².

## Geografía
El municipio de Dennison se encuentra ubicado en las coordenadas 41°05′00″N 75°49′59″O / 41.08333, -75.83306.

## Demografía
Según la Oficina del Censo en 2000 los ingresos medios por hogar en la localidad eran de $41,875 y los ingresos medios por familia eran $51,563. Los hombres tenían unos ingresos medios de $36,667 frente a los $24,145 para las mujeres. La renta per cápita para la localidad era de $21,373. Alrededor del 5,7% de la población estaban por debajo del umbral de pobreza.